# Ottawa County (Ohio)
 For alternative betydninger, se Ottawa County. (Se også artikler, som begynder med Ottawa County)
Ottawa County er et county i den amerikanske delstat Ohio. Amtet ligger  i den nordlige del af delstaten ved Lake Erie og det grænser op til Erie County i sydvest, Sandusky County i syd, Wood County i vest og mod Lucas County i nordvest. Amtet grænser også op til provinsen Ontario i Canada (vanndgrænse) i nord.
Ottawa Countys totale areal er 1 515 km² hvoraf 855 km² er vand. I 2000 havde amtet 40 985 indbyggere.
Amtets administration ligger i byen Port Clinton.
Amtet blev grundlagt i 1840 og har enten fået sit navn af Ottawa-indianerne som boede i området eller af det indianske ord som betyder købmand. 

## Demografi
Ifølge folketællingen fra 2000 boede der 40.985 personer i amtet. Der var 16,474 husstande med 11,729 familier. Befolkningstætheden var 62 personer pr. km². Befolkningens etniske sammensætning var som følger: 96.56 % hvide, 0.65 % afroamerikanere, 0.21 % indianere, 0.23 % asiater, 0,05 % fra Stillehavsøerne, 1.44 % af anden oprindelse og 0.87 % fra to eller flere grupper. 
Der var 16,474 husstande, hvoraf 29.10% havde børn under 18 år boende. 58.90 % var ægtepar, som boede sammen, 8.50% havde en enlig kvindelig forsøger som beboer, og 28.80 % var ikke-familier. 25.00 % af alle husstande bestod af enlige, og i 11.20 % af tilfældene hvor en person boede alene var person 65 år eller ældre.
Gennemsnitsindkomsten for en husstand var $44,224 årligt, mens gennemsnitsindkomsten for en familie var på $51,919 årligt.

## Infrastruktur

### Motorveje
| - Interstate 80 - Interstate 90 |

### Hovedveje
| - Ohio State Route 2 - Ohio State Route 19 - Ohio State Route 51 - Ohio State Route 53 | - Ohio State Route 105 - Ohio State Route 163 - Ohio State Route 269 - Ohio State Route 590 |

### Lufthavne
- Erie-Ottawa Regional Airport
- Middle Bass-East Point Airport
- Middle Bass Island Airport
- North Bass Island Airport
- Put-in-Bay Airport